# مرتبة إضاءة
مرتبة الإضاءة في علم الفلك (بالإنجليزية: Luminosity class)‏ وهو تصنيف مساعد يستخدم بالإضافة إلى تصنيف الطيف إلى تصنيف النجوم بحسب خصائص تتميز بها أطيافها. فبينما يأخذ تصنيف الطيف في اعتباره خصائصا متعلقة بسطح النجم وماله من درجة حرارة تأخذ تصنيف الإضاءة في اعتباره خصائص متعلقة بإضاءته. من تلك الخصائص شدة خطوط الطيف وعرض كل خط. تتصف النجوم العملاقة بأن لها تسريع ثقالي قليل يحدث في غلافها الضوئي بالمقارنة بالنجوم الصغيرة والتي لها نفس درجة الحرارة على السطح. يؤثر ذلك على عرض خطوط الطيف. يشترك تصنيف الطيف وتصنيف الإضاءة في إعطاء وصف دقيق للتصنيف الطيفي ويربط بين إضاءة النجم مع الخواص الفيزيائية المتعلقة بدرجة حرارته.
يرجع نظام تصنيف الإضاءة إلى العالمين الفلكيين وليم مورغان و فيليب تشلدز كينان [الإنجليزية] اللذان قاما بتطويره. هذا النظام يعرف بنظام MK-System والذي يأخذ الحرفين الأولين من اسمهما، كما يسمى أحيانا نظام يركس حيث هو اسم المرصد الذي كانا يعملان فيه وهو «مرصد يركيز». وطبقا لهذا النظام تصنف النجوم على النمط التالي:
| مرتبة الإضاءة     | نوع النجم                                             |
| ----------------- | ----------------------------------------------------- |
| 0                 | نجم مفرط العملقة                                      |
| I                 | نجم فائق العملقة                                      |
| Ia-0, Ia, Iab, Ib | فئات العمالقة العظام طبقا لانخفاض إضاءتها حسب الترتيب |
| II                | عملاق ساطع                                            |
| III               | عملاق منتظم                                           |
| IV                | شبه عملاق                                             |
| V                 | نجم النسق الأساسي أو نجم قزم                          |
| VI                | نجم شبه قزم                                           |
| VII               | قزم أبيض                                              |

يعطي تصنيف الإضاءة مرحلة تطور النجم أثناء عمره. فكل نجم يمر خلال فترات عمره بعدة مراتب الإضاءة.
عندما ينتهي «مولد» نجم ينتمي في هذا الوقت إلى النسق الأساسي (V). فإذا كان تركيبه الكيميائي يختلف كثيرا عن النجوم الأخرى بحيث أن يظهر في غلافه الضوئي نسبة أقل في معدنيته فيمكن عندئذ تصنيفه كشمس صغيرة من المرتبة (VI). في تلك المرحلة من عمره ينتج النجم طاقته عن طريق الاندماج النووي للهيدروجين ويحوله إلى الهيليوم في قلبه. وتدوم تلك المرحلة من عمره زمنا طويلا فهي أطول فترات عمره بصرف النظر عن نهايته بعد ذلك.
وإذا بلغت كتلة نجم أقل من 2 إلى 3 من الكتلة الشمسية فإن النجم يتطور أولا إلى عملاق صغير (IV). ويحدث ذلك عندما يكون الهيدروجين فيه قد استهلك، ولا تكفي درجة الحرارة في قلبه لاندماج الهيليوم إلى كربون طبقا للعملية عملية ألفا الثلاثية. ولكن يستمد النجم طاقته من أندماج الهيدروجين إلى هيليوم في الغلاف الخارجي الذي يحيط بقلبه المنتهية التفاعلات فيه، تسمى تلك المرحلة «احراق الغلاف».
وإذا بلغت كتلة قلب عملاق صغير 0.45 كتلة شمسية أو زادت كتلة نجم من النسق الأساسي عن 2.3 كتلة شمسية فسوف يتبع اندماج الهيدروجين في قلب النجم اندماج الهيليوم ويتحول الهيليوم إلى كربون، ذلك هو ما يسمى "اندماج الهيليوم"، ينتفخ النجم ويتمدد بسبب الحرارة العالية في باطنه ويصبح عملاقًا (من المرتبة III).
وبحسب كتلة النجم يتطور خلال مراحل أخرى على أن كل مرحلة من المراحل التالية تكون أقصر من المرحلة التي سبقتها. فإذا ما استغل النجم جميع إمكانياته المتوفرة فيه والمتعلقة بكتلته لإنتاج الطاقة واستهلكها جميعا يصل إلى مرحلة نهائية يستقر عليها. فمن الممكن أن ينتهي في هيئة قزم أبيض أو نجم نيوتروني أو ثقب أسود، إلا أن تلك الحالات النهائية للنجم لا تتميز بمرتبة إضاءة معينة. وفي أنظمة النجوم المتعددة - مثل في حالة نجم ثنائي - فيمكن من خلال تبادل مادة بين النجمين أن يسير تطورهما بطريقة مختلفة.
وعلما بأن إضاءة نجم توصف بعدة بيانات فيزيائية تعتمد على كتلته وعلى مساحة سطحه ودرجة حرارته فلا يمكن عن طريق قيمة الإضاءة وحدها تعيين تصنيف إضاءة النجم. فقد يكون من الممكن على سبيل المثال لنجم له إضاءة أشد 100 مرة من إضاءة الشمس أن يكون نجمًا من النسق الأساسي أو نجمًا شبه عملاق أو أن يكون نجمًا عملاقًا. فنحن نحتاج بالإضافة إلى ذلك إلى تصنيفه الطيفي. فإذا كان مثلا من فئة M0 فإن نجمًا له إضاءة أشد 100 مرة من إضاءة الشمس إنما يكون عملاقًا أحمر، وفي تلك الحالة يصبح تصنيفه طبقا لنظام MK-System هو M0III .